# 2025 카운트다운 쇼 LIGHT NOW
《2025 카운트다운 쇼 LIGHT NOW》는 2024년 12월 31일에 서울특별시 중구 신세계백화점 본점 앞 야외 특설 무대에서 열리는 대한민국의 KBS의 신년맞이 카운트다운쇼 프로그램이다. 같은 날에 KBS 2TV에서 방송될 예정이였으나, 지난 29일에는 시상식을 이틀 앞두고 발생한 제주항공 2216편 활주로 이탈 사고 여파로 인하여 행사가 취소됐다.

## 기획 의도
2024년 12월 31일, 전 세계가 주목할 특별한 카운트다운쇼가 펼쳐집니다.
최정상 아티스트들과 함께 한 해의 마지막과 새로운 시작을 서울 명동에서 함께하세요!

## 진행자
- 홍주연

## 출연자
- 박진영
- 별
- 2AM
- 잔나비
- 스텔라장
- 최유리
- Xdinary Heroes
- Kep1er
- xikers
- ALL(H)OURS
- NOWADAYS
- BADVILLAIN
- SAY MY NAME

## 같이 보기
- 신년 전야
- 새해맞이 특별생방송